# Eriocaulon zyotanii
Eriocaulon zyotanii är en gräsväxtart som beskrevs av Yoshisuke Satake. Eriocaulon zyotanii ingår i släktet Eriocaulon och familjen Eriocaulaceae. Inga underarter finns listade i Catalogue of Life.